# Aristarch (Smirnov)
Aristarch (světským jménem: Vadim Anatoljevič Smirnov; * 17. ledna 1959, Kemerovo) je ruský duchovní a metropolita kemerovský a prokopěvský.
Byl synovcem metropolity Jevlogije (Smirnova).

## Život
Narodil se 17. ledna 1959 v Kemerovu.
Po dokončení střední školy nastoupil na Kuzbasský polytechnický instutut, který dokončil roku 1981 s titulem důlního inženýra. Získal také diplom tlumočníka referenta. Po studiu pracoval několik měsíců v knihovně Moskevské duchovní akademie.
V letech 1982–1984 studoval na Moskevském duchovním semináři a poté na Moskevské duchovní akademii. Po studiu přednášel na akademii. Současně byl asistentem inspektora Moskevských duchovních škol a poté starším asistentem prorektora pro pedagogickou činnost akademie a semináře.
Dne 27. března 1998 byl rektorem Moskevských duchovních škol biskupem verejským Jevgenijem (Rešetnikovem) postřižen na monacha se jménem Aristarch na počest Aristarcha, apoštola ze 70. Dne 4. dubna byl biskupem Jevgenijem v Pokrovském chrámu semináře ustanoven čtecem a 7. dubna jej rukopoložil na hierodiakona. Dne 19. července byl rukopoložen na jeromonacha.
Na Velikonoce roku 1999 mu patriarcha moskevský Alexij II. udělil právo nosit náprsní kříž. O rok později byl na Velikonoce arcibiskupem verejským Jevgenijem povýšen na igumena.
Do června 2001 působil na akademii jako profesor a starší asistent prorektora. Poté byl převeden do Trojicko-sergijevské lávry, kde působil jako vedoucí architektonického oddělení Patriarchálního architektonického a restaurátorského centra a poté jako zástupce ekonoma lávry.
Dne 8. října 2002 byl ustanoven stolníkem lávry a Moskevských duchovních škol.
Dne 16. dubna 2004 mu patriarcha Alexij udělil právo nosit epigonation a 27. dubna 2006 mu bylo uděleno právo nosit náprsní kříž s ozdobami.
Dne 17. července 2006 byl Svatým synodem zvolen biskupem kemerovským a novokuzněckým. Dne 21. června byl v chrámu Ikony Matky Boží Kazaňské na Rudém náměstí povýšen na archimandritu. Dne 20. srpna proběhla v chrámu Krista Spasitele v Moskvě jeho biskupská chirotonie. Světiteli byli patriarcha moskevský Alexij, metropolita krutický a kolomenský Juvenalij (Pojarkov), metropolita kalužský a borovský Kliment (Kapalin), metropolita rižský a celého Lotyšska Aleksandrs (Kudrjašovs), arcibiskup istrijský Arsenij (Jepifanov), arcibiskup penzenský a kuzněcký Filaret (Karagodin), arcibiskup tobolský a ťumenský Dimitrij (Kapalin), arcibiskup vladimirský a suzdalský Jevlogij (Smirnov), arcibiskup Sofronij (Buďko), arcibiskup tomský a asinovský Rostislav (Děvjatov), arcibiskup verejský Jevgenij (Rešetnikov), arcibiskup jaroslavský a rostovský Kirill (Nakoněčnyj), arcibiskup nižněnovgorodská a arzamaský Georgij (Danilov), biskup filippopolský Nifon (Sajkali) (Pravoslavný patriarchát antiochijský), biskup dmitrovský Alexandr (Agrikov), biskup sergijevo-posadský Feognost (Guzikov), biskup bronnický Amvrosij (Jermakov), biskup serpuchovský Roman (Gavrilov) a biskup daugavpilský Aleksandrs (Matrjoņins).
Dne 26. června 2012 mu byl Svatým synodem změněn titul na kemerovský a prokopěvský a byl ustanoven hlavou kuzbasské metropole. Dne 1. srpna 2012 byl povýšen na metropolitu.
Od července 2012 do září 2014 byl dočasným správcem novokuzněcké eparchie.